# Nick Lashaway
Nicholas „Nick“ Lashaway (* 24. März 1988 in Washington, D.C.; † 8. Mai 2016 in Framingham) war ein US-amerikanischer Schauspieler. Bekanntheit erlangte er hauptsächlich durch seine Rollen als Ekman in In Time – Deine Zeit läuft ab und als Marcus in Mit Dir an meiner Seite.

## Leben
Lashaway wurde am 24. März 1988 in Washington, D.C. geboren. Er begann seine Schauspielkarriere im Jahr 1997 in dem Film Operation Dalmatian: The Big Adventure und erhielt daraufhin Rollen in weiteren Filmen, sowie kleine Rollen in Serien. 2010 war er neben Miley Cyrus und Liam Hemsworth in Mit Dir an meiner Seite zu sehen.
Am 8. Mai 2016 starb Lashaway an den Folgen seiner Verletzungen nach einem Autounfall in Framingham, Massachusetts.

## Filmografie
- 1997: Operation Dalmatian: The Big Adventure
- 1998, 2015: Akte X – Die unheimlichen Fälle des FBI (Fernsehserie, 2 Episoden)
- 2003: Meine wilden Töchter (Fernsehserie, 1 Episode)
- 2004: Diario adolescente (Fernsehserie, 3 Episoden)
- 2005: Jungfrau (40), männlich, sucht …
- 2007: American Fork
- 2007: La batalla de las bolsas
- 2007: Das Büro (Fernsehserie, 1 Episode)
- 2010: Mit Dir an meiner Seite
- 2010: Deal O’Neal
- 2010: Almas condenadas
- 2011: Little Murder – Spur aus dem Jenseits
- 2011: In Time – Deine Zeit läuft ab
- 2011: Imborrable (Fernsehserie, 1 Episode)
- 2013: Girls (Fernsehserie, 1 Episode)
- 2013: Choose You (Kurzfilm)
- 2015: Addiction: A 60's Love Story
- 2015: Under a Stone
- 2016: Prayer Never Fails
- 2016: Diamond Soles